# Pereute leucodrosime
Pereute leucodrosime är en fjärilsart som först beskrevs av Vincenz Kollar 1850.  Pereute leucodrosime ingår i släktet Pereute och familjen vitfjärilar. Inga underarter finns listade i Catalogue of Life.

## Bildgalleri

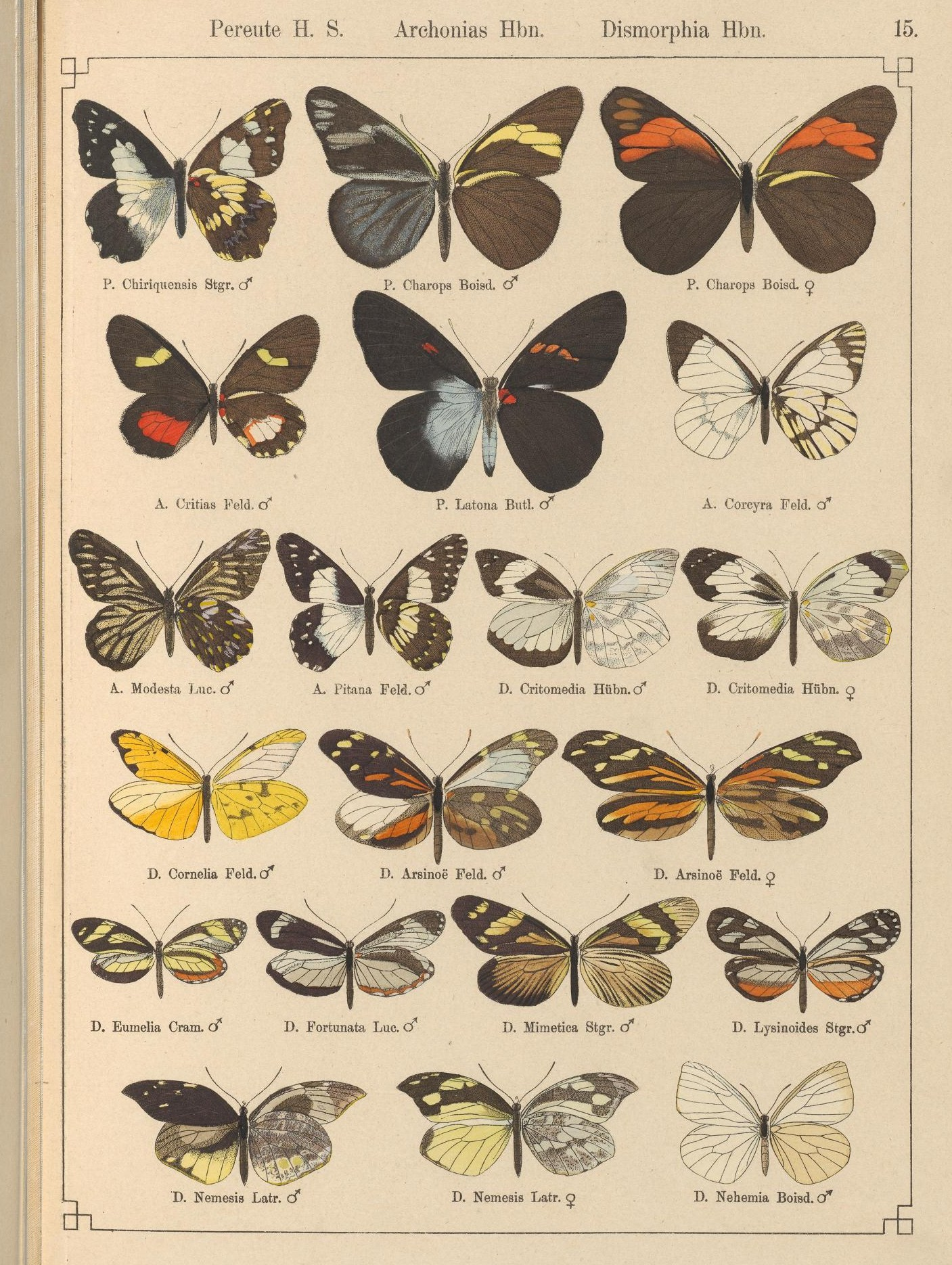